# Lista dos mais velhos domínios .com
O segmento abaixo apresenta os 100 mais antigos existentes domínios registrados com o .com":
| #  | Data da criação        | Nome do domínio |
| -- | ---------------------- | --------------- |
| 1  | 15 de Março de 1985    | symbolics.com   |
| 2  | 24 de Abril de 1985    | BBN.com         |
| 3  | 24 de Maio de 1985     | think.com       |
| 4  | 11 de Julho de 1985    | MCC.com         |
| 5  | 30 de Setembro de 1985 | DEC.com         |
| 6  | 7 de Novembro de 1985  | northrop.com    |
| 7  | 9 de Janeiro de 1986   | xerox.com       |
| 8  | 17 de Janeiro de 1986  | SRI.com         |
| 9  | 3 de Março de 1986     | HP.com          |
| 10 | 5 de Março de 1986     | bellcore.com    |
| 11 | 19 de Março de 1986    | IBM.com         |
| 11 | 19 de Março de 1986    | sun.com         |
| 13 | 25 de Março de 1986    | intel.com       |
| 13 | 25 de Março de 1986    | TI.com          |
| 15 | 25 de Abril de 1986    | ATT.com         |
| 16 | 8 de Maio de 1986      | GMR.com         |
| 16 | 8 de Maio de 1986      | tek.com         |
| 18 | 10 de Julho de 1986    | FMC.com         |
| 18 | 10 de Julho de 1986    | UB.com          |
| 20 | 5 de Agosto de 1986    | bell-atl.com    |
| 20 | 5 de Agosto de 1986    | GE.com          |
| 20 | 5 de Agosto de 1986    | grebyn.com      |
| 20 | 5 de Agosto de 1986    | ISC.com         |
| 20 | 5 de Agosto de 1986    | NSC.com         |
| 20 | 5 de Agosto de 1986    | stargate.com    |
| 26 | 2 de Setembro de 1986  | boeing.com      |
| 27 | 18 de Setembro de 1986 | ITCorp.com      |
| 28 | 29 de Setembro de 1986 | siemens.com     |
| 29 | 18 de Outubro de 1986  | pyramid.com     |
| 30 | 27 de Outubro de 1986  | alphaDC.com     |
| 30 | 27 de Outubro de 1986  | BDM.com         |
| 30 | 27 de Outubro de 1986  | fluke.com       |
| 30 | 27 de Outubro de 1986  | inmet.com       |
| 30 | 27 de Outubro de 1986  | kesmai.com      |
| 30 | 27 de Outubro de 1986  | mentor.com      |
| 30 | 27 de Outubro de 1986  | NEC.com         |
| 30 | 27 de Outubro de 1986  | ray.com         |
| 30 | 27 de Outubro de 1986  | rosemount.com   |
| 30 | 27 de Outubro de 1986  | vortex.com      |
| 40 | 5 de Novembro de 1986  | alcoa.com       |
| 40 | 5 de Novembro de 1986  | GTE.com         |
| 42 | 17 de Novembro de 1986 | adobe.com       |
| 42 | 17 de Novembro de 1986 | AMD.com         |
| 42 | 17 de Novembro de 1986 | DAS.com         |
| 42 | 17 de Novembro de 1986 | data-IO.com     |
| 42 | 17 de Novembro de 1986 | octopus.com     |
| 42 | 17 de Novembro de 1986 | portal.com      |
| 42 | 17 de Novembro de 1986 | teltone.com     |
| 50 | 11 de Dezembro de 1986 | 3Com.com        |
| 50 | 11 de Dezembro de 1986 | amdahl.com      |

| #   | Data da criação         | Nome do domínio |
| --- | ----------------------- | --------------- |
| 50  | 11 de Dezembro de 1986  | CCUR.com        |
| 50  | 11 de Dezembro de 1986  | CI.com          |
| 50  | 11 de Dezembro de 1986  | convergent.com  |
| 50  | 11 de Dezembro de 1986  | DG.com          |
| 50  | 11 de Dezembro de 1986  | peregrine.com   |
| 50  | 11 de Dezembro de 1986  | quad.com        |
| 50  | 11 de Dezembro de 1986  | SQ.com          |
| 50  | 11 de Dezembro de 1986  | tandy.com       |
| 50  | 11 de Dezembro de 1986  | TTI.com         |
| 50  | 11 de Dezembro de 1986  | unisys.com      |
| 61  | 19 de Janeiro de 1987   | CGI.com         |
| 61  | 19 de Janeiro de 1987   | CTS.com         |
| 61  | 19 de Janeiro de 1987   | SPDCC.com       |
| 64  | 19 de Fevereiro de 1987 | apple.com       |
| 65  | 4 de Março de 1987      | NMA.com         |
| 65  | 4 de Março de 1987      | prime.com       |
| 67  | 4 de Abril de 1987      | philips.com     |
| 68  | 23 de Abril de 1987     | datacube.com    |
| 68  | 23 de Abril de 1987     | KAI.com         |
| 68  | 23 de Abril de 1987     | TIC.com         |
| 68  | 23 de Abril de 1987     | vine.com        |
| 72  | 30 de Abril de 1987     | NCR.com         |
| 73  | 14 de Maio de 1987      | cisco.com       |
| 73  | 14 de Maio de 1987      | RDL.com         |
| 75  | 20 de Maio de 1987      | SLB.com         |
| 76  | 27 de Maio de 1987      | parcplace.com   |
| 76  | 27 de Maio de 1987      | UTC.com         |
| 78  | 26 de Junho de 1987     | IDE.com         |
| 79  | 9 de Julho de 1987      | TRW.com         |
| 80  | 13 de Julho de 1987     | unipress.com    |
| 81  | 27 de Julho de 1987     | dupont.com      |
| 81  | 27 de Julho de 1987     | lockheed.com    |
| 83  | 28 de Julho de 1987     | rosetta.com     |
| 84  | 18 de Agosto de 1987    | toad.com        |
| 85  | 31 de Agosto de 1987    | quick.com       |
| 86  | 3 de Setembro de 1987   | allied.com      |
| 86  | 3 de Setembro de 1987   | DSC.com         |
| 86  | 3 de Setembro de 1987   | SCO.com         |
| 89  | 22 de Setembro de 1987  | gene.com        |
| 89  | 22 de Setembro de 1987  | KCCS.com        |
| 89  | 22 de Setembro de 1987  | spectra.com     |
| 89  | 22 de Setembro de 1987  | WLK.com         |
| 93  | 30 de Setembro de 1987  | mentat.com      |
| 94  | 14 de Outubro de 1987   | WYSE.com        |
| 95  | 2 de Novembro de 1987   | CFG.com         |
| 96  | 9 de Novembro de 1987   | marble.com      |
| 97  | 16 de Novembro de 1987  | cayman.com      |
| 97  | 16 de Novembro de 1987  | entity.com      |
| 99  | 24 de Novembro de 1987  | KSR.com         |
| 100 | 30 de Novembro de 1987  | NYNEXST.com     |